# Gary Cahill
Gary James Cahill (Dronfield, Inglaterra, Reino Unido, 19 de diciembre de 1985), más conocido como Gary Cahill, es un exfutbolista inglés que jugaba como defensa.
Fue internacional en 61 ocasiones con la selección inglesa entre 2010 y 2018.

## Trayectoria
Cahill se inició como futbolista en la cantera del AFC Dronfield de su localidad natal. Con 15 años se incorporó a la academia del Aston Villa. En noviembre de 2004 fue cedido al Burnley para el resto de la temporada. Allí, con apenas 19 años, fue elegido como mejor jugador del año y mejor jugador joven del año.
El 20 de septiembre de 2005 debutó con el Aston Villa en un partido de Copa de la Liga que acabó con victoria por 3 a 8 ante el Wycombe Wanderers. Su debut en Premier League se produjo el 1 de abril de 2006 ante el Arsenal. Quince días después marcó su primer gol en el derbi ante el Birmingham City (3-1) con un espectacular remate de volea.
El 19 de septiembre de 2007 fue cedido por tres meses al Sheffield United.
El 30 de enero de 2008, tras haber regresado un mes antes al Aston Villa, fichó por el Bolton Wanderers de Premier League a cambio de unos cinco millones de libras. En el equipo inglés disputó 130 encuentros de Premier League como titular, siendo sustituido solamente en tres ocasiones. También fue titular en cuatro encuentros de Copa de la UEFA 2007-08. En total logró quince tantos en apenas cuatro años y fue elegido mejor jugador del equipo por los jugadores en la temporada 2008-09.
El 16 de enero de 2012 se hizo oficial su fichaje por el Chelsea, que pagó siete millones de libras por el jugador. En sus primeros cinco meses en el club logró el título de Liga de Campeones, además siendo titular tanto en semifinales como en la final ante el Bayern. En la siguiente campaña logró el título de Liga Europa, nuevamente siendo titular en la gran final y durante gran parte de la temporada. En la campaña 2013-14 no consiguió ningún título, pero sus buenas actuaciones le permitieron ser incluido en el equipo del año por la PFA. Al año siguiente logró su primer título de Premier League, en el que colaboró con 36 encuentros. Nuevamente fue incluido en el equipo del año. En diciembre de 2015 renovó su contrato hasta junio de 2019, si bien esa campaña estuvo en más ocasiones de lo habitual en el banquillo. La temporada 2016-17 fue una de sus mejores temporadas a nivel personal, ya que además de lograr el título de Premier League y ser incluido por tercera vez en el once ideal, marcó seis goles que contribuyeron a lograr el campeonato en 37 encuentros (36 como titular). A diferencia de otros años, Cahill jugó en un sistema defensivo de tres centrales con Antonio Conte.
El 26 de julio de 2017 fue confirmado como el primer capitán del Chelsea tras la marcha de John Terry. El 19 de mayo de 2018 fue el encargado de levantar el título de la FA Cup tras vencer al United por 1 a 0. Con la llegada de Maurizio Sarri en verano de 2018, Cahill perdió su condición de titular. Fue liberado del club al término de la temporada 2018-19.
El 5 de agosto de 2019 firmó un contrato por dos años con el Crystal Palace. Pasado ese tiempo, en los que jugó 47 partidos, abandonó el club tras no ser renovado. Entonces se marchó al AFC Bournemouth, equipo con el que firmó a mediados de agosto de 2021 hasta final de temporada. Participó en 22 encuentros y ayudó al club a volver a la Premier League. Quedó nuevamente libre y en noviembre anunció su retirada.

## Selección nacional

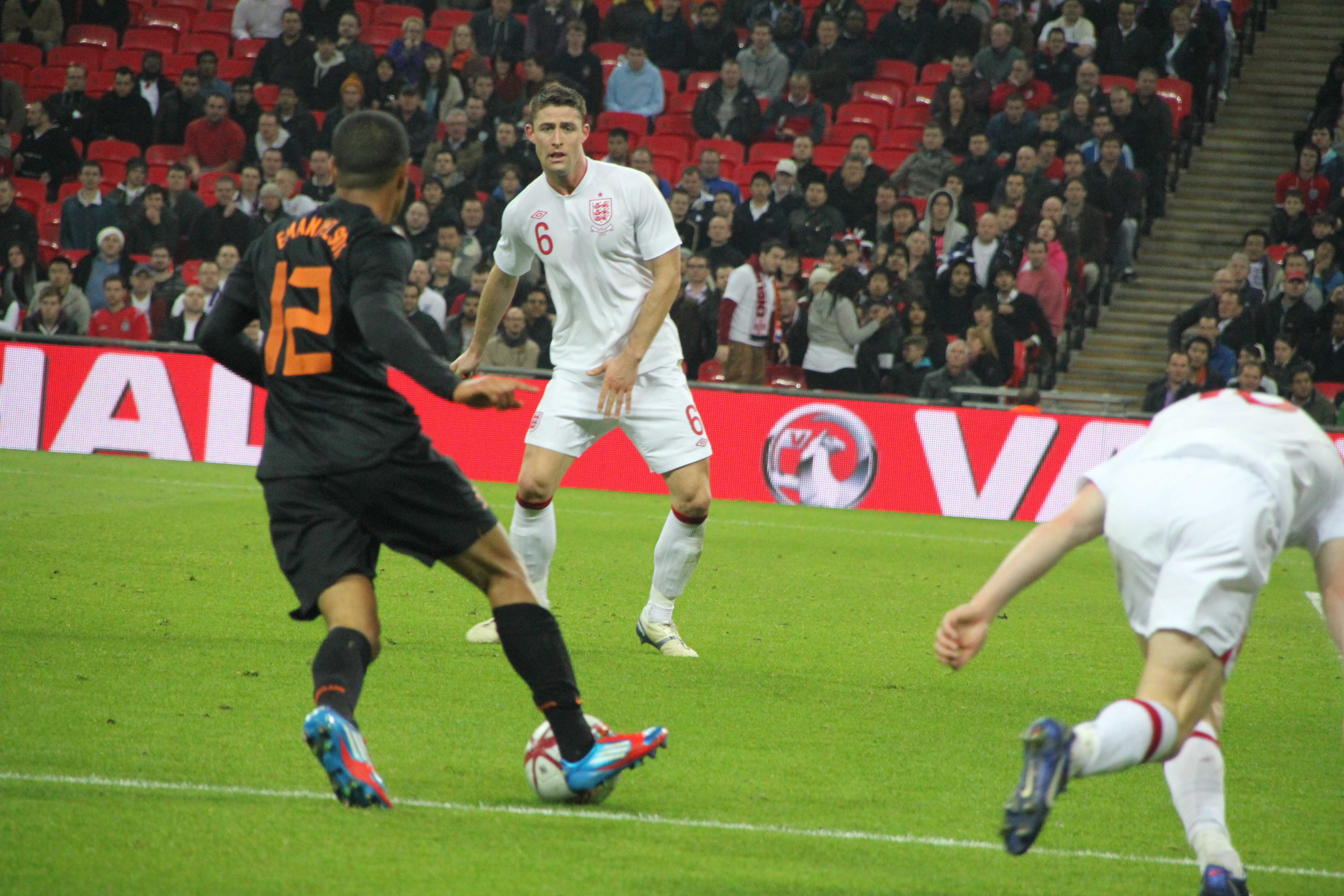
Cahill jugando con la selección de fútbol de Inglaterra

Fue internacional en categorías inferiores (sub-20 y sub-21) con la selección inglesa. Su debut con la selección de Inglaterra, se produjo el 3 de septiembre de 2010 ante Bulgaria. El 2 de septiembre de 2011 marcó su primer tanto con la selección en una victoria (0-3) ante Bulgaria. Así, se convirtió en el primer jugador del Bolton en marcar para la selección desde que lo hiciera Ray Parry en 1959.
Tuvo que ser descartado para participar en la Eurocopa 2012 por una fractura de mandíbula.
El 12 de mayo de 2014 fue incluido por el entrenador Roy Hodgson en la lista final de 23 jugadores que representarían a Inglaterra en la Copa Mundial de Fútbol de 2014. Fue titular en los tres partidos que disputó su selección durante el torneo.
En junio de 2016 participó en la Eurocopa 2016, nuevamente siendo titular en los cuatro partidos que jugó su selección.
El 16 de mayo de 2018 Gareth Southgate lo incluyó en la lista de 23 para participar en la Copa Mundial de Fútbol de 2018. En este torneo, solo jugó el tercer partido de la fase de grupos ante Bélgica. Un mes después del final del torneo, a finales de agosto, anunció su retirada de la selección tras haber disputado 61 encuentros oficiales.

### Participaciones en Copas del Mundo
| Torneo          | Sede   | Resultado      |
| --------------- | ------ | -------------- |
| Mundial de 2014 | Brasil | Fase de grupos |
| Mundial de 2018 | Rusia  | Cuarto puesto  |

### Participaciones en Eurocopas
| Torneo        | Sede    | Resultado        |
| ------------- | ------- | ---------------- |
| Eurocopa 2016 | Francia | Octavos de final |

## Clubes y estadísticas
| Club                            | País                | Año                 | Partidos | Goles |
| ------------------------------- | ------------------- | ------------------- | -------- | ----- |
| Aston Villa F. C.               | Inglaterra          | 2004-2008           | 31       | 1     |
| Burnley F. C. (cedido)          | Inglaterra          | 2004-2005           | 32       | 1     |
| Sheffield United F. C. (cedido) | Inglaterra          | 2007                | 16       | 2     |
| Bolton Wanderers F. C.          | Inglaterra          | 2008-2012           | 147      | 15    |
| Chelsea F. C.                   | Inglaterra          | 2012-2019           | 288      | 25    |
| Crystal Palace F. C.            | Inglaterra          | 2019-2021           | 47       | 1     |
| AFC Bournemouth                 | Inglaterra          | 2021-2022           | 22       | 0     |
| Total en su carrera             | Total en su carrera | Total en su carrera | 583      | 45    |

## Palmarés

### Títulos nacionales
| Título                        | Club          | País       | Año     |
| ----------------------------- | ------------- | ---------- | ------- |
| FA Cup                        | Chelsea F. C. | Inglaterra | 2011-12 |
| Copa de la Liga de Inglaterra | Chelsea F. C. | Inglaterra | 2014-15 |
| Premier League                | Chelsea F. C. | Inglaterra | 2014-15 |
| Premier League                | Chelsea F. C. | Inglaterra | 2016-17 |
| FA Cup                        | Chelsea F. C. | Inglaterra | 2017-18 |

### Títulos internacionales
| Título                       | Club          | Sede      | Año     |
| ---------------------------- | ------------- | --------- | ------- |
| Liga de Campeones de la UEFA | Chelsea F. C. | Múnich    | 2011-12 |
| Liga Europa de la UEFA       | Chelsea F. C. | Ámsterdam | 2012-13 |
| Liga Europa de la UEFA       | Chelsea F. C. | Bakú      | 2018-19 |